# Aquilarhinus
Aquilarhinus ("orlí čenich") byl rod velkého hadrosauridního dinosaura, který žil v době před asi 80 miliony let (geologický věk kampán, období pozdní svrchní křídy) na území dnešního jihozápadu Severní Ameriky (jihozápad státu Texas v USA). Fosilie dinosaura byly objeveny v sedimentech souvrství Aguja na území národního parku Big Bend.

## Popis
Unikátním znakem tohoto hadrosaurida je především tvar jeho keratinového "násadce" na konci čelistí v podobě lopatkovitého zobáku. Právě ten dal tomuto dinosaurovi jeho jméno, typový druh A. palimentus byl formálně popsán v červenci roku 2019.

## Systematika
Aquilarhinus patřil do čeledi Hadrosauridae, a to jako její vývojově primitivní zástupce. Jeho blízkým příbuzným byl nejspíš mexický rod Latirhinus s podobně utvářenými čelistmi.